# Новоалексеевка (Ивановский район)
В Амурской области в Завитинском районе тоже есть село Новоалексеевка.
Новоалексе́евка — село в Ивановском районе Амурской области, Россия. Административный центр Новоалексеевского сельсовета.

## География
Село Новоалексеевка расположено к северо-востоку от районного центра Ивановского района села Ивановка.
Дорога к селу Новоалексеевка идёт через сёла Луговое и Ракитное, расстояние от Ивановки — 30 км.
На север от села Новоалексеевка идёт дорога на автотрассу областного значения Благовещенск — Белогорск и к селу Среднебелая.

## Население
| 2002 | 2010 | 2012 | 2013 | 2014 | 2015 | 2016 |
| ---- | ---- | ---- | ---- | ---- | ---- | ---- |
| 814  | ↘689 | ↘656 | ↘636 | ↘619 | ↘614 | →614 |
| 2017 | 2018 |      |      |      |      |      |
| ↗619 | ↗627 |      |      |      |      |      |

## Инфраструктура
- Сельскохозяйственные предприятия Ивановского района.